# Federico Puppo
Federico Puppo, vollständiger Name Carlos Federico Puppo Gross, (* 6. Dezember 1986 in Colonia del Sacramento) ist ein uruguayischer ehemaliger Fußballspieler.

## Verein
Der in Colonia geborene Puppo, für den teils auch Montevideo als Geburtsort angegeben wird, begann seine Karriere 2004 bei den Montevideo Wanderers in der uruguayischen Primera División und gehörte auch noch während der Clausura 2006 zum Kader. In seiner letzten Saison bei den Wanderers belegte er mit seinem Team am Saisonende dieser erstmals nach europäischen Spielzeitrhythmus ausgerichteten, über den Jahreswechsel führenden Spielzeit lediglich den 14. Rang in der 05/06er-Gesamttabelle. Anschließend wechselte der 1,78 Meter große, als Mittelfeldspieler oder Stürmer agierende Uruguayer innerhalb Montevideos zu River Plate Montevideo und spielte dort von der Apertura 2006 bis zur Clausura 2011. In dieser Zeit gewann sein Verein das Torneo Clausura 2008 und qualifizierte sich mit dem vierten Rang in der Copa Artigas 2008 für die Teilnahme an der Copa Sudamericana, bei der man in der Folge erstmals in der Vereinsgeschichte ins Halbfinale vorstieß. Die Apertura 2011 bestritt er für den uruguayischen Erstligaklub Danubio FC und belegte mit diesem am Rundenende den zweiten Rang. Dazu trug er mit zwei Toren in zehn Einsätzen bei. Nachdem er im Januar 2012 zum MLS-Klub Chicago Fire wechselte und dort in der Folgezeit zwei Tore bei zwölf Einsätzen schoss, kehrte er im Juli 2012 auf Leihbasis in sein Heimatland zurück und schloss sich Defensor Sporting an. Dort kam er in der Apertura 2012 zu zwölf Saisoneinsätzen in der Primera División (fünf Tore). Im Jahr 2013 stand er ebenfalls auf Leihbasis im Kader des ecuadorianischen Vereins LDU Quito, für den er 13 Ligaspiele (zwei Tore) bestritt.
Zur Spielzeit 2013/14 kehrte er im Rahmen einer weiteren Ausleihe nach Uruguay zurück und schloss sich erneut Defensor an. Dort kam er in der Apertura 2013 zu zwei weiteren Einsätzen. Im Februar 2014 lösten der Chicago Fire Soccer Club und Puppo ihren Vertrag auf. Weitere Einsätze bis zum Abschluss der Saison 2013/14 sind für ihn nicht verzeichnet. Anfang März 2015 trat er ein Engagement beim Erstligisten Centro Atlético Fénix an. Bei den Montevideanern lief er in der Clausura 2015 in acht Ligaspielen auf (kein Tor). Im August 2015 schloss er sich dem Erstligaaufsteiger Plaza Colonia an. Bis Saisonende bestritt er dort 19 Ligaspiele und schoss drei Tore.

## Nationalmannschaft
Puppo nahm mit der uruguayischen Fußballauswahl an den Panamerikanischen Spielen 2011 teil. Im Verlaufe des Turniers kam er zweimal zum Einsatz und erzielte mit dem 1:0-Siegtreffer im Gruppenspiel gegen die Auswahl Ecuadors ein Tor. Schließlich sicherte er sich mit der Celeste die Bronzemedaille.

## Erfolge
- Bronzemedaille Panamerikanische Spiele 2011
- Torneo Clausura 2008